# Rhede (Ems)
Rhede (Ems) ist eine Gemeinde im Landkreis Emsland in Niedersachsen. Rhede hat 4451 Einwohner und erstreckt sich auf einer Fläche von 74,98 km².

## Geographie

### Geographische Lage
Die Gemeinde Rhede liegt im äußersten Nordwesten des Landkreises am westlichen Ufer der Ems. Sie grenzt direkt an die Niederlande.

### Nachbargemeinden
Im Norden grenzt Rhede an die Gemeinde Bunde und an die Stadt Weener im Landkreis Leer, im Osten an die Stadt Papenburg, im Süden an die Samtgemeinde Dörpen und im Westen an die Gemeinde Westerwolde in der niederländischen Provinz Groningen.

### Gemeindegliederung
| Lage der Ortsteile mit Einwohnerzahl |      |
|                                      |      |
| 1. Borsum                            | 145  |
| 2. Brual                             | 682  |
| 3. Neurhede                          | 476  |
| 4. Rhede                             | 3179 |

### Flächennutzung
Rund 75 % der Gemeindefläche sind Flächen für die Landwirtschaft. Die Flächen mit Ödland und Unland nehmen einen Anteil von rund 14 % ein. Die gesamte weitere Flächennutzung kann der folgenden Tabelle entnommen werden:
| Flächennutzung in Rhede (Ems) | Fläche in ha |
| ----------------------------- | ------------ |
| Hof- und Gebäudeflächen       | 175          |
| Verkehrsflächen               | 300          |
| Ödland, Unland                | 1067         |
| Landwirtschaftsflächen        | 5605         |
| Waldflächen                   | 87           |
| Wasserflächen                 | 236          |
| Sonstige Flächen              | 28           |
| Gesamtfläche                  | 7498         |

## Geschichte
Urkundlich erwähnt wurde Rhede erstmals 829. Noch 853 wurde auch Borsum erwähnt. Brual ist jüngeren Datums (10. Jahrhundert), war jedoch von großer Bedeutung, da hier die Ems als Wasserstraße gesperrt werden konnte. Der Rheder Markt ist seit dem 13. Jahrhundert urkundlich belegt.
Während der Zeit des Nationalsozialismus war in Rhede/Brual-Siedlung ein Straflager. Im Jahre 1940 entdeckte ein Strafgefangener im Moor bei Rhede einen 19 Kilogramm schweren Eisenmeteoriten. Er trägt heute den offiziellen Namen „Emsland“.

## Eingemeindungen
Die frühere Samtgemeinde Rhede mit den Gemeinden Borsum, Brual, Neurhede und Rhede wurde am 1. Januar 1973 in eine Einheitsgemeinde umgewandelt.

## Religion
Die Rheder Bevölkerung ist mit rund 75 % mehrheitlich römisch-katholischer Konfession. Die evangelisch-lutherische Konfession stellt mit rund 7 % die nächstgrößte Religionsgruppe.

## Politik
Rhede hat den Status einer Einheitsgemeinde.

### Gemeinderat
- SPD: 2
- CDU: 12

Der Rat der Gemeinde Rhede (Ems) besteht aus 14 Ratsfrauen und Ratsherren. Dies ist die festgelegte Anzahl für eine Gemeinde mit einer Einwohnerzahl zwischen 3001 und 5000 Einwohnern. Die 14 Ratsmitglieder werden durch eine Kommunalwahl für jeweils fünf Jahre gewählt. Die aktuelle Amtszeit begann am 1. November 2021 und endet am 31. Oktober 2026.
Stimmberechtigt im Gemeinderat ist außerdem der direkt gewählte hauptamtliche Bürgermeister Jens Willerding (CDU).
Bei der Kommunalwahl vom 12. September 2021 waren zwei Parteien erfolgreich. Die CDU erreichte einen Stimmenanteil von 83,39 % (−0,37 %p), die SPD kam auf 16,61 % (+ 4,08 %p). Die Wahlbeteiligung lag bei 58,17 %. Die Sitzverteilung zeigt das nebenstehende Diagramm. Sie hat sich im Vergleich zur vorigen Wahl nicht verändert.

### Bürgermeister
Am 26. Mai 2019 wurde Jens Willerding als Einzelbewerber mit 83,4 Prozent zum hauptamtlichen Bürgermeister von Rhede gewählt.

### Ortsbürgermeister/-vorsteher
Die Orte Brual und Neurhede sind in der Hauptsatzung der Gemeinde als Ortschaften mit Ortsrat, Borsum wurde als Ortschaft mit Ortsvorsteher festgelegt. In Brual hat der Ortsrat Adele Telgen als Ortsbürgermeisterin, in Neurhede hat der Ortsrat Frank Hunfeld als Ortsbürgermeister gewählt. Für Borsum wurde Lars Biergans vom Gemeinderat als Ortsvorsteher berufen.

### Vertreter im Land- und Bundestag
Die Gemeinde ist Teil des Landtagswahlkreises Papenburg. Er umfasst neben der Stadt Papenburg auch die Gemeinde Rhede (Ems) und die Samtgemeinden Dörpen, Lathen, Nordhümmling, Sögel und Werlte. Zur Landtagswahl in Niedersachsen 2022 traten sieben Direktkandidaten an. Direkt gewählter Abgeordneter ist Hartmut Moorkamp (CDU). Der Wahlkreis trägt die Wahlkreisnummer 82.
Rhede gehört zum Bundestagswahlkreis Unterems (Wahlkreis 25), der aus dem Landkreis Leer und dem nördlichen Teil des Landkreises Emsland besteht. Der Wahlkreis wurde zur Bundestagswahl 1980 neu zugeschnitten und ist seitdem unverändert. Bislang setzten sich in diesem Wahlkreis als Direktkandidaten ausschließlich Vertreter der CDU durch. Bei der Bundestagswahl 2021 wurde die CDU-Abgeordneten Gitta Connemann aus Leer direkt wiedergewählt. Über Listenplätze der Parteien zogen Anja Troff-Schaffarzyk (SPD) und Julian Pahlke (Grüne) aus dem Wahlkreis in den Bundestag ein.

### Wappen
| Wappen, Gemeinde Rhede (Ems) | Blasonierung: In Gold ein schrägrechter schwarzer Wellenbalken, begleitet oben von einem schwarzen Steuerrad, unten von einer schwarzen Pflugschar. Der Wellenbalken stellt den Bezug des Ortes zur Lage an der Ems dar, das Steuerrad ist ein Sinnbild für die seit Jahrhunderten betriebene Schifffahrt auf der Ems und die Pflugschar steht für den überwiegend bäuerlichen Charakter der Gemeinde. |

### Flagge
| Dienstflagge, Gemeinde Rhede (Ems) | Zivilflagge, Gemeinde Rhede (Ems) | Die Farben der Gemeinde Rhede sind Gold-Schwarz-Gold. Die Dienstflagge der Gemeinde zeigt im mittleren schwarzen Feld das Gemeindewappen, während dieses auf der Zivilflagge fehlt. |

### Städtepartnerschaften
Rhede (Ems) unterhält Städtepartnerschaften mit folgenden Gemeinden:
- Westerwolde, Niederlande, seit dem 25. Juli 1979
- Landgemeinde Lidzbark Warminski Polen (deutsch Heilsberg, Ostpreußen), seit dem 10. Oktober 2012

## Kultur und Sehenswürdigkeiten

### Museen
Das Landwirtschaftsmuseum in Rhede ist eines der fünf Emslandmuseen und vermittelt einen Einblick in die mit Muskelkraft betriebene Landwirtschaft. Das Museum befindet sich seit 1990 auf einem ehemaligen landwirtschaftlichen Hof an der Emsstraße und wurde von 1991 bis 1995 als Museum hergerichtet. Auf einer Ausstellungsfläche von rund 1.100 Quadratmetern werden Geräte und Maschinen aus der Zeit von ca. 1850 bis 1950 gezeigt. Themenschwerpunkte der Ausstellung sind die Ackerbestellung, die Getreideernte, die Heuernte, die Viehhaltung und die Milchwirtschaft.

### Bauwerke

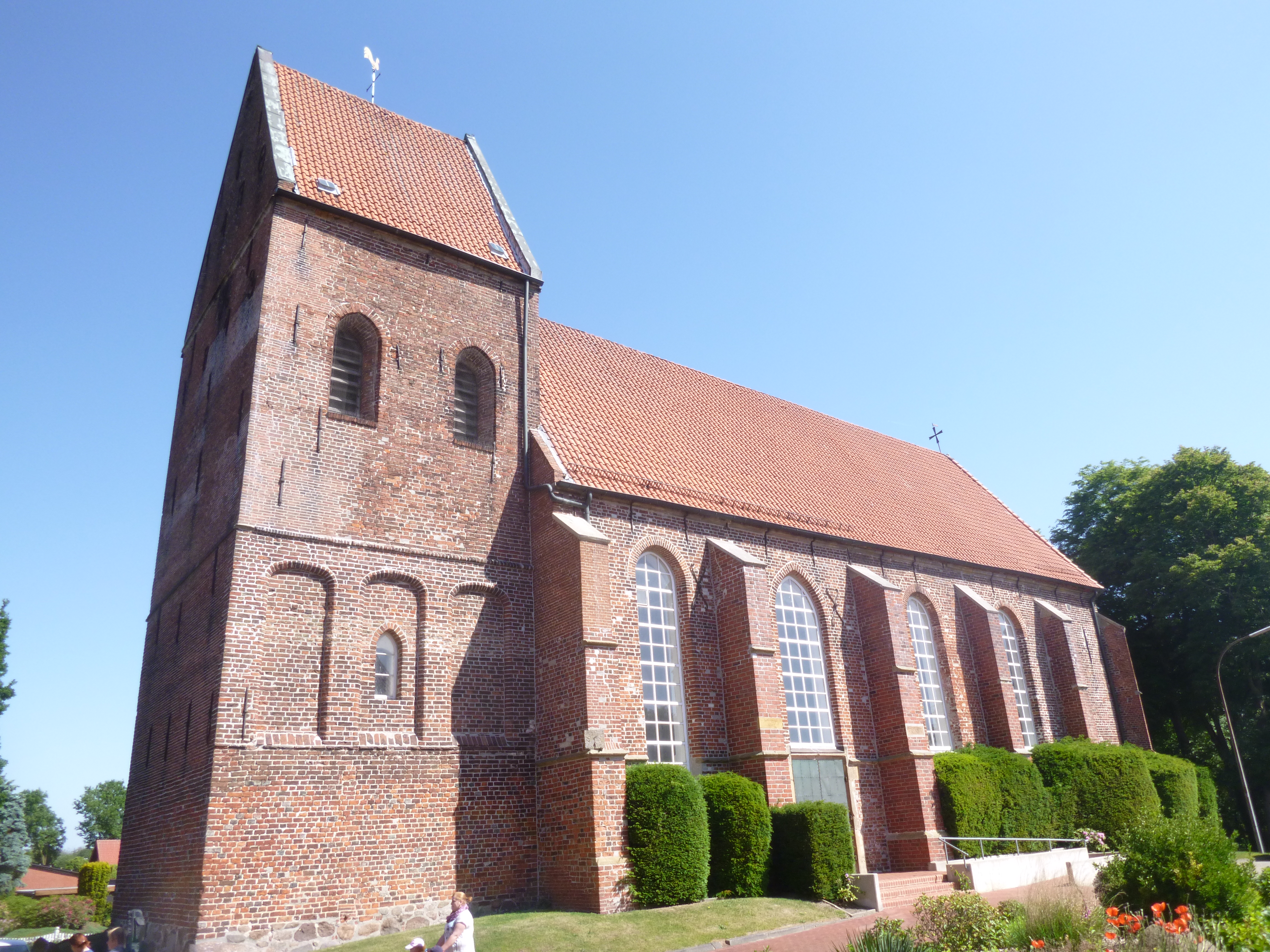
Alte Rheder Kirche

Die Alte Rheder Kirche ist ein spätgotischer Ziegelbau von drei mit Kreuzgewölben überspannten Jochen mit 5/8-Chor und rechteckigem Westturm. Teile des Turmsockels stammen aus dem 13. Jahrhundert. Der Hauptteil des Kirchengebäudes datiert um 1470. Die Kirchengemeinde St. Nikolaus nutzte die Kirche bis 1913 als Pfarrkirche. Dann wurde die Kirche für die wachsende Gemeinde zu klein und man baute im Ortskern eine neue Kirche. Die profanierte Kirche dient heute als Gedächtniskirche, als Gedenkstätte für die Toten der Weltkriege sowie als Austragungsort für kulturelle Musikveranstaltungen wie die Musikreihe „Kirchenmusik im Emsland“.
Die katholische Pfarrkirche St. Nikolaus entstand 1913 als Neubau in der Ortsmitte, nachdem die alte Pfarrkirche sich mit ihren 565 Plätzen als zu klein erwiesen hatte. Die von Dombaumeister Wilhelm Sunder-Plassmann aus Münster im neuromanischen Stil errichtete Kirche erhielt zwei große quadratischen Westtürme und eine mächtige oktogonale Vierungskuppel, was der Kirche bei den Einheimischen den Beinamen „Rheder Dom“ einbrachte. Eine erste große Innenrenovierung fand im Zuge der Veränderungen im Zusammenhang mit dem Zweiten Vatikanischen Konzil im Jahre 1966 statt. Eine weitere Innenrenovierung erfolgte 1999, bei der der ursprüngliche Charakter der Kirche wieder mehr in den Vordergrund gestellt wurde. Viele Malereien und die aus Sandstein gearbeiteten Säulen wurden restauriert. 2013 konnte man die 100-jährige Geschichte mit einem Jubiläumswochenende feiern.

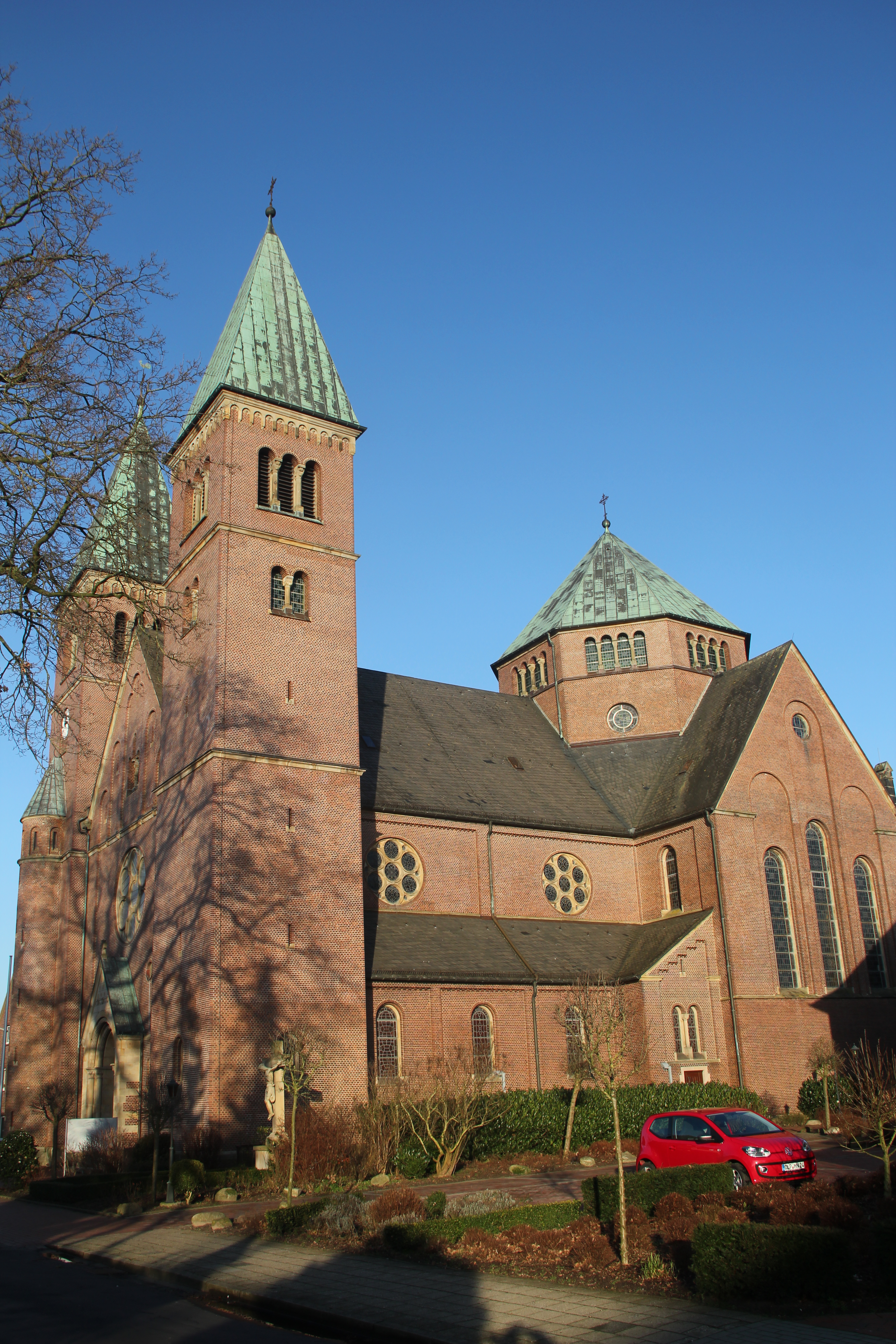
St. Nikolauskirche in Rhede (Ems)

### Sport
Der 1921 gegründete Sportverein „Spiel und Sport Rhede“ (SuS Rhede) ist mit rund 600 Mitgliedern einer der größten Vereine in der Gemeinde. Er bietet die Sparten Fußball, Handball, Volleyball, Tennis, Turnen und Leichtathletik an. Zu den Sportanlagen des Vereins gehören das „Emspark-Stadion“, die Tennisanlage „Kold´n Hauk“ sowie der A-Platz und die Sporthallen in der Jahnstraße. Ein weiterer Verein ist der 1967 gegründete Sportverein „SV Eintracht Brual e. V.“, der rund 300 Mitglieder hat. Der Verein bietet die beiden Sparten Fußball und Tischtennis an.

### Regelmäßige Veranstaltungen
Jedes Jahr am Pfingstwochenende beginnt das Rheder Schützenfest, das Hunderte von Leuten anzieht. Daneben wird jährlich am 3. Septemberwochenende der Rheder Markt mit einem der größten Pferdemärkte Norddeutschlands gefeiert. Bestandteil des Rheder Markts ist der Rheder Marktlauf, ein Volks- und Straßenlauf, der seit 2008 in der Stadt ausgerichtet wird.

## Wirtschaft und Infrastruktur

### Ansässige Unternehmen
An der A 31 befindet sich auf der östlichen Seite der Windpark Rhede. Außerdem hat hier die Dino Cars Evers ihren Sitz. Im Ortsteil Brual gibt es das 2016 gegründete Familienunternehmen Mogel-Verlag, das eigene Kartenspiele international vermarktet.

### Verkehr
Die Bundesautobahn 31 (auch als „Ostfriesenspieß“ oder „Emslandautobahn“ bezeichnet) verläuft in Nord-Süd-Richtung durch das Gemeindegebiet. Durch den Ortsteil Rhede verläuft die Landesstraße L 52. Sie führt von der niederländischen Grenze über Aschendorf/Ems bis zur Landesstraße L 30 in Burlage, einem Ortsteil von Rhauderfehn im Landkreis Leer.

### Radwanderwege
Durch das Gemeindegebiet von Rhede führen mehrere Radfernwege.
- Die Dortmund-Ems-Kanal-Route ist ein rund 350 Kilometer langer und nahezu steigungsfreier Radfernweg der das Ruhrgebiet mit der Nordseeküste verbindet.
- Die United Countries Tour ist ein ca. 600 Kilometer langer Rundkurs durch das nördliche und mittlere Emsland links der Ems, durch die grenznahen Gebiete der niederländischen Provinzen Drenthe und Groningen sowie die nördliche Grafschaft Bentheim.

## Persönlichkeiten
- Bernhard Heller (1878–1937), Bildhauer und Dichter
- Theodor Pennemann (1861–1932), Landwirt, Politiker (Zentrum), Reichstagsabgeordneter
- Gerhard Pennemann (1906–1985), Politiker (Zentrum), Mitglied des Niedersächsischen Landtags
- Hermann Bröring (* 1945), Politiker, ehemaliger Landrat des Landkreises Emsland
- Hermann Vinke (* 1940), Journalist und Autor
- Helena Zumsande (1993–2015), Sängerin